# Kylerhea
Kylerhea (Schots-Gaelisch: Caol Reatha) is een dorp in de Schotse lieutenancy Ross and Cromarty in het raadsgebied Highland op het eiland Skye.
Tussen Kylerhea en Glenelg op het Schotse vasteland vaart een verboot tussen maart en oktober.